# Plafond à la française
Pour les articles homonymes, voir À la française et plafond.

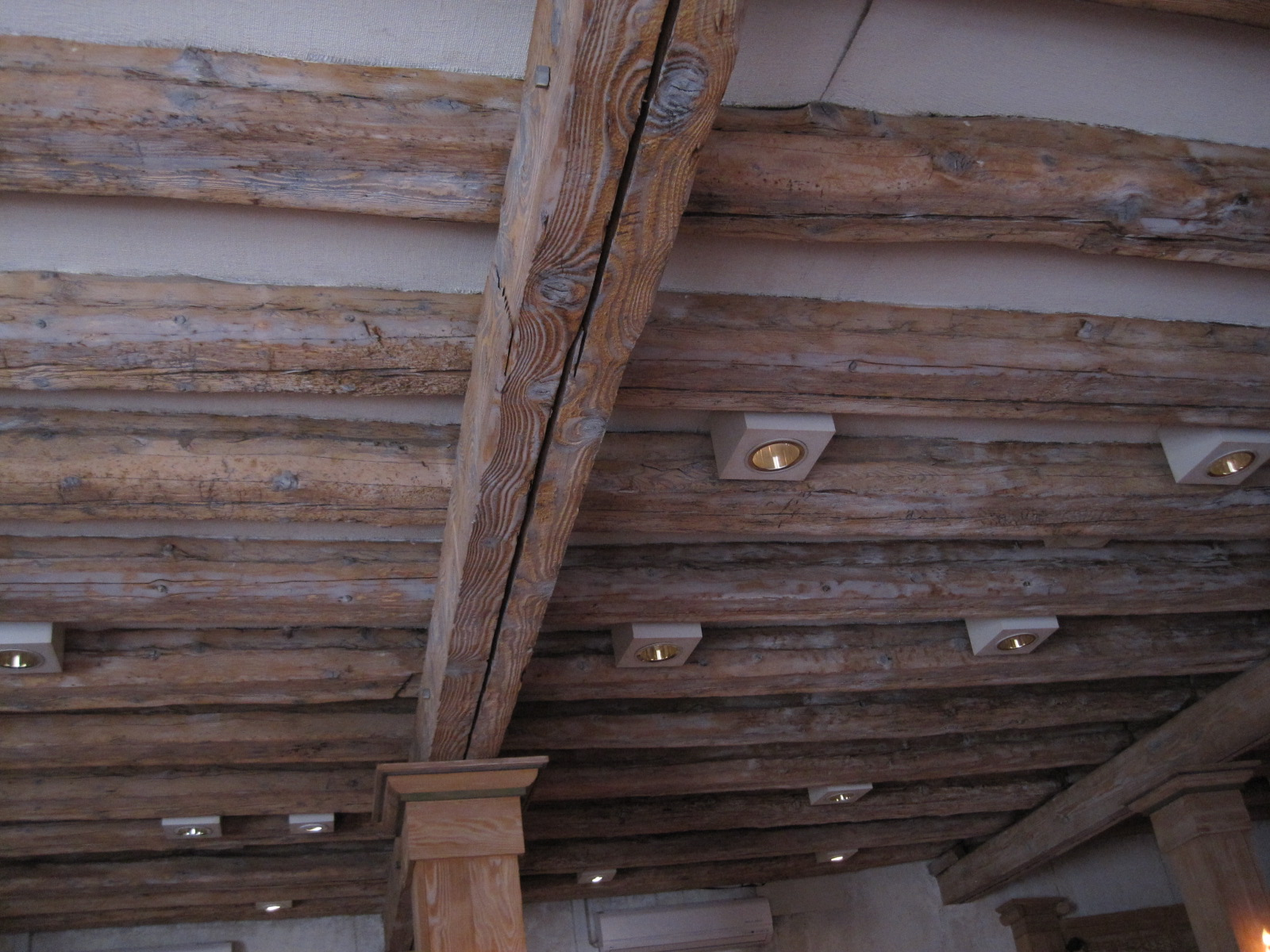
Exemple de plafond à la française.

Un plafond « à la française » ou « tant-plein-que-vide » est constitué de solives qui ont la même largeur que les vides entre elles (entrevous).
Les plafonds « à la française » appartiennent à la catégorie des plafonds à poutres et solives, qui sont fréquemment décorés d'armoiries et scènes en tout genres. De nombreux plafonds à poutres et solives du XVe siècle sont conservés dans le midi de la France, à Lagrasse, Capestang, Narbonne, Montpellier, Avignon ou encore Pont-Saint-Esprit où trois plafonds peints sont conservés dans la Maison des Chevaliers.
Les plafonds à la française sont une forme tardive. Ils apparaissent à la fin du XVe siècle et connaissent leur apogée au siècle suivant. On en trouve les exemples les plus connus au Château de Blois et à la Galerie des Cerfs du château de Fontainebleau.
Le plafond  du château de Cénevières (Lot) est entièrement peint au pochoir, de fleurs orientales. (XVIème)

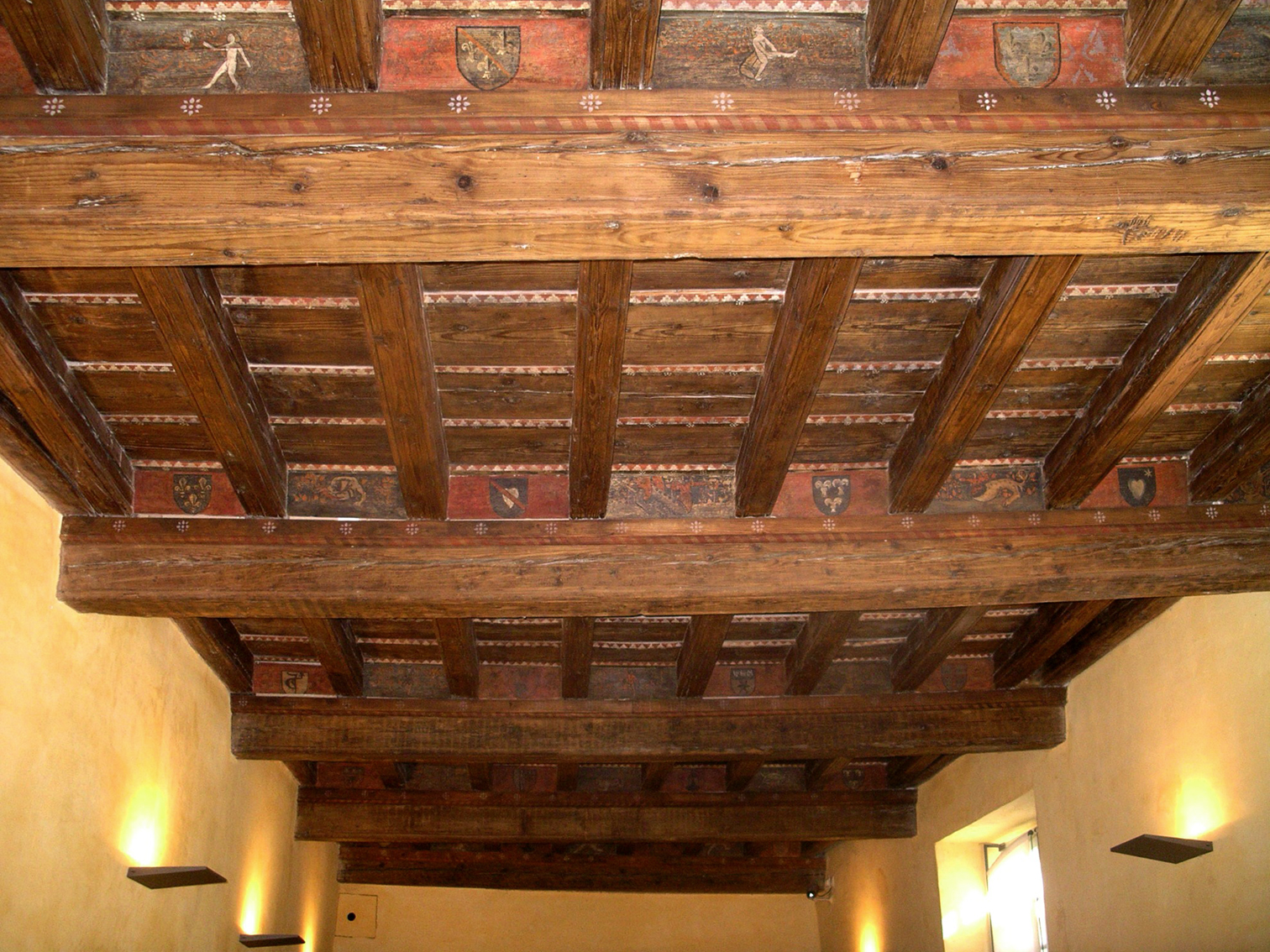
Plafond à poutres et solives, qui n'est pas un plafond à la française. Maison des Chevaliers (salle d'apparat, 1450), Pont-Saint-Esprit (Gard).
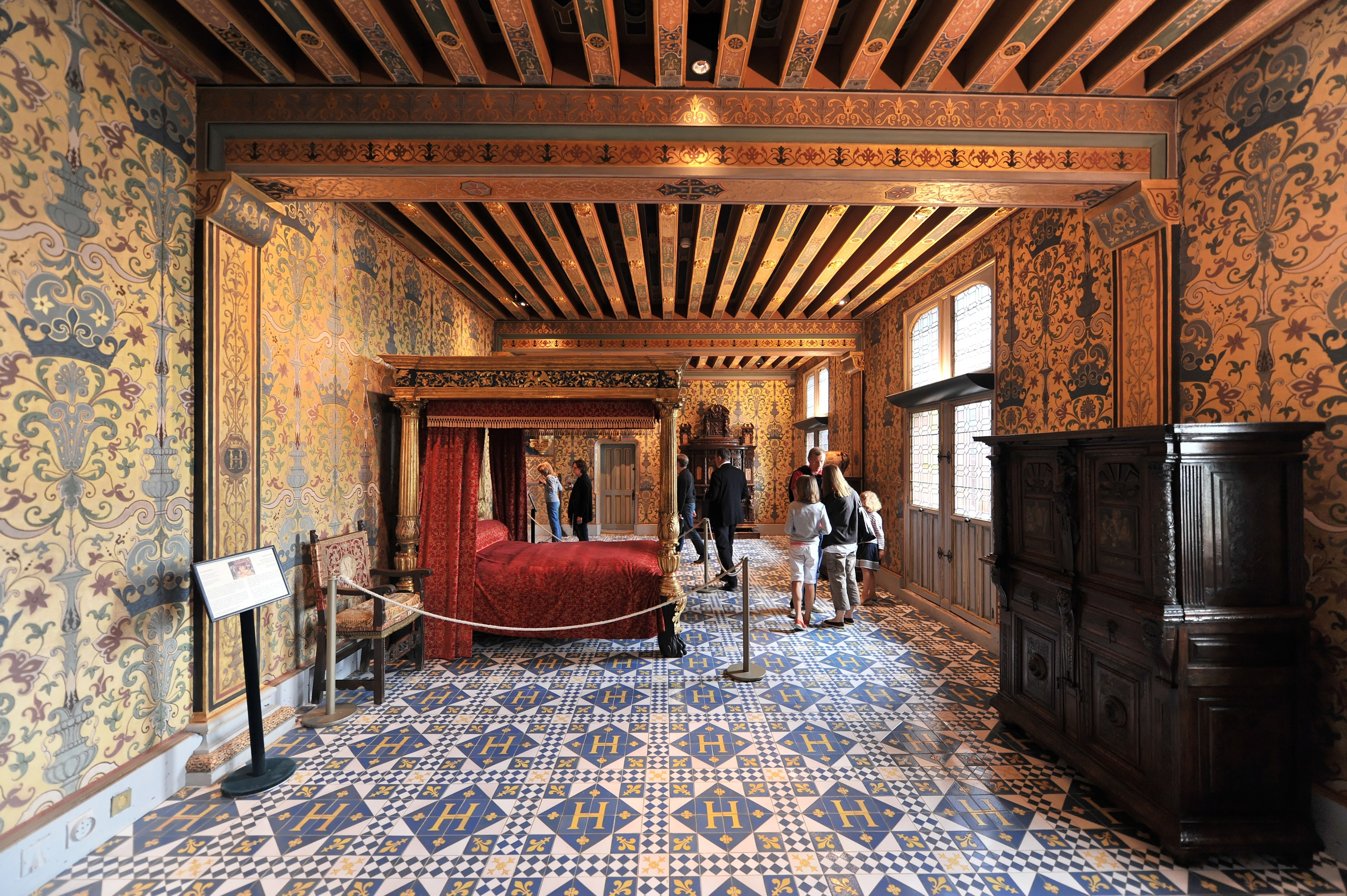
Plafond à la française. Château de Blois.
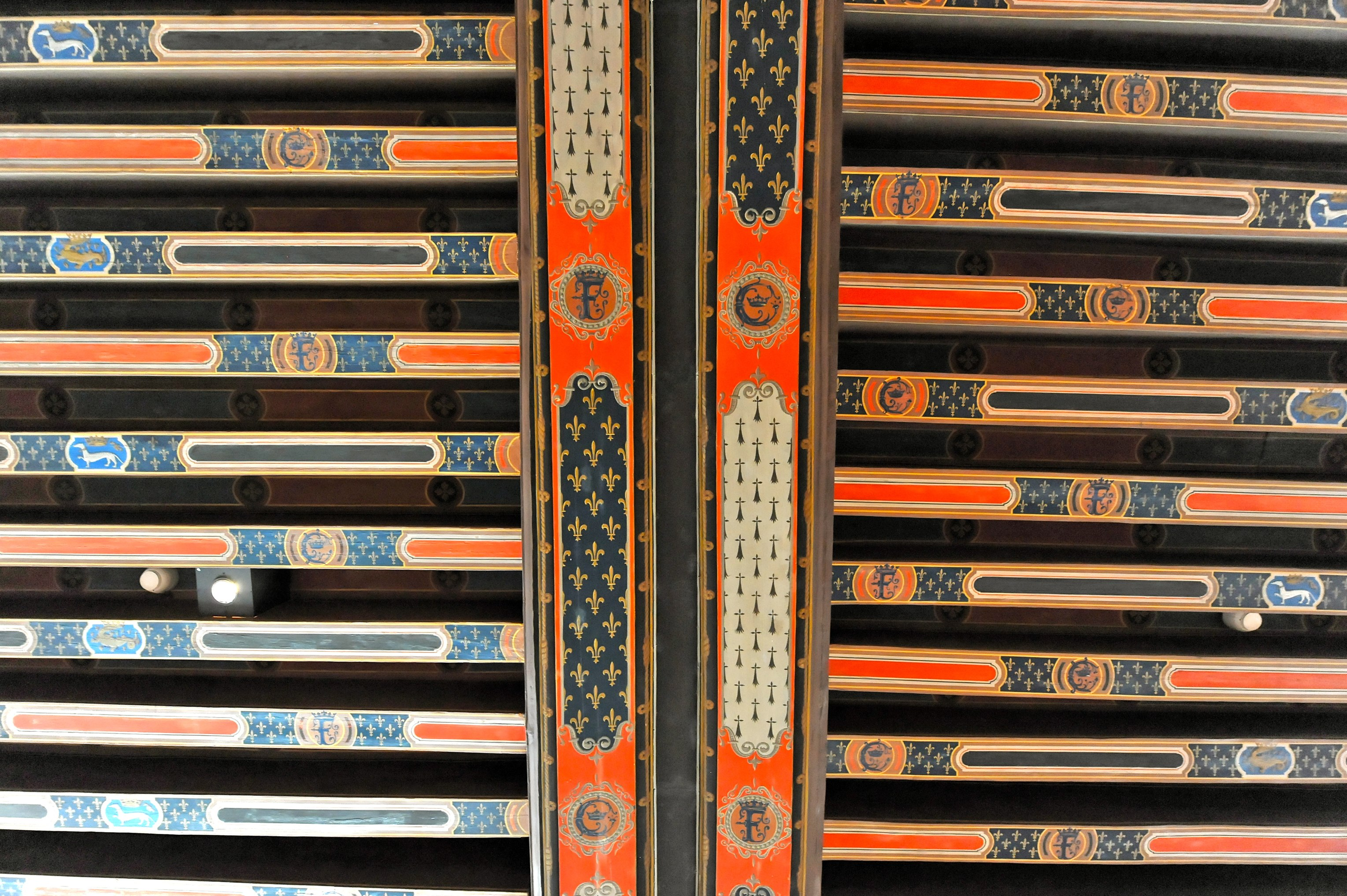
Plafond à la française. Château de Blois.
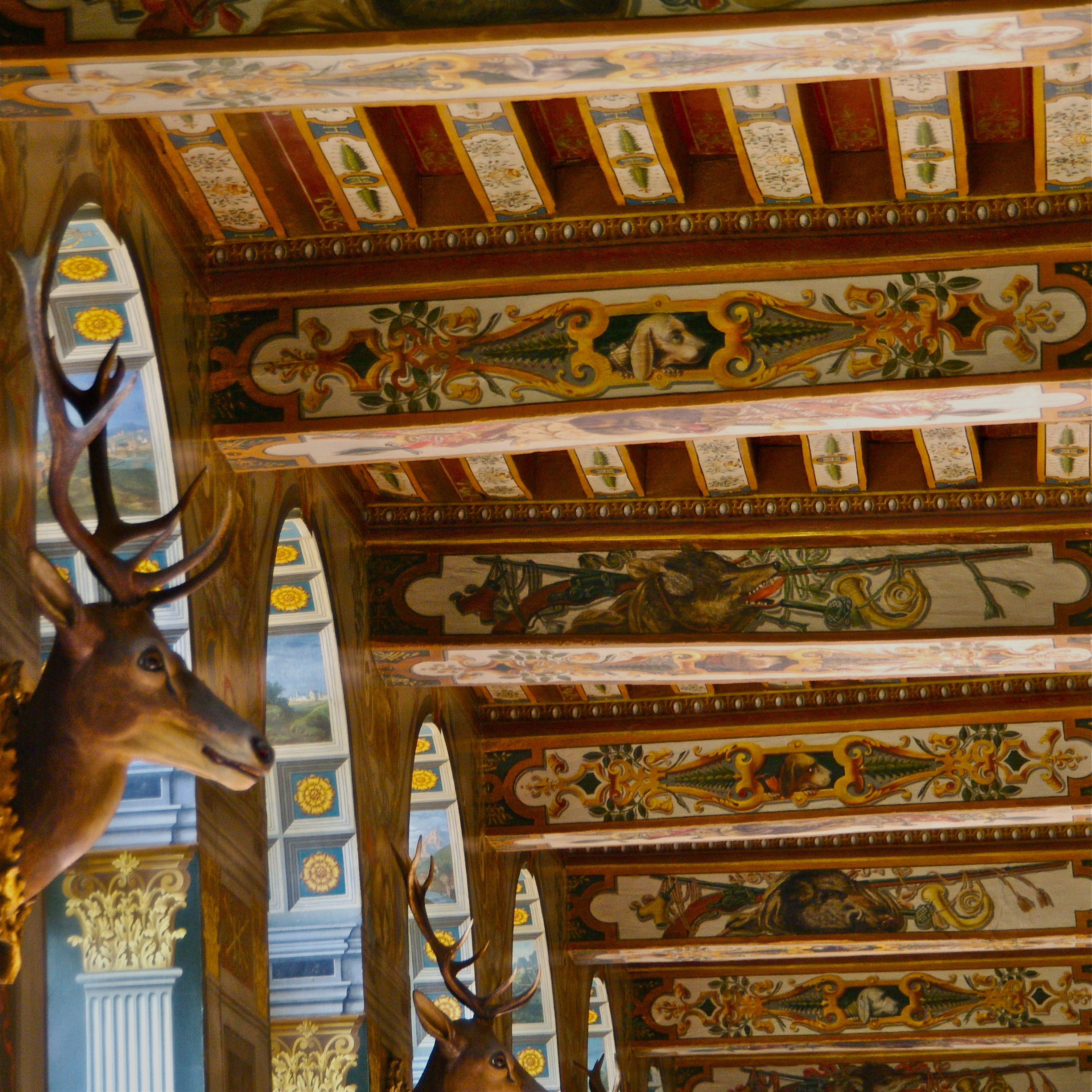
Plafond à la française. Galerie des cerfs, château de Fontainebleau.

Au XVIIe siècle, ce plafond très fréquent est orné de fleurs, fruits ou feuilles très colorés, en rinceaux ou en guirlande, auxquels se mêlent les symboles d'un art, d'un loisir ou les armes du maître de la demeure.